# Гавриляченко, Сергей Александрович
Сергей Александрович Гавриля́ченко (род. 2 октября 1956, Шахты, Ростовская область, РСФСР, СССР) — советский и российский живописец, монументалист, теоретик искусства, публицист и педагог, профессор. С 1989 года — секретарь Правления Союза художников России.
Член-корреспондент РАХ (2022).Народный художник РФ (2009). Лауреат премии Ленинского комсомола (1989). Член Союза художников СССР с 1985 года.

## Биография
Родился 2 октября 1956 года в городе Шахты.
В 1973—1978 гг. обучался в Ростовском государственном педагогическом университете.
В 1978—1984 гг. обучался в Московском государственном художественном институте имени В. И. Сурикова (мастерская профессора Клавдии Тутеволь), а в 1984—1986 гг. — в ассистентуре-стажировке при МГХИ им. Сурикова.
В 1985 году принят в Союз художников СССР.
С 1986 года преподаёт в МГХИ им. Сурикова.
С 1989 года — секретарь Правления Союза художников России по работе с молодыми художниками.
Сергей Гавриляченко известен не только как живописец и педагог, но как теоретик, историк искусства, публицист. Он автор свыше 150 статей в монографиях, профессиональных, научных, научно-популярных изданиях.

## Творчество
Основной темой творчества Сергея Гавриляченко является жизнь донских казаков.
"…В казачестве его привлекает особой пробы мужество. Казак, потомственный воин, с малолетнего возраста, с обряда-инициации постригов привыкающий к седлу и оружию, как должное воспринимает факт грядущей гибели тела. А вот смерть духа, «вторая смерть», бесчестие, были наихудшим исходом. Из такого понимания вырастал внутренний аристократизм казачества, в том числе взаимное уважение с властью, «служение без холопства» — так не похожее на «любовь-ненависть», связывавшие государство и интеллигенцию.

Суть пророческого, учительного предназначения художника — облечь в образную форму чаяния других. Так, обращаясь к образам мирной жизни казачьих земель, Гавриляченко воплощает образ страны наглядно демонстрировавшей тогда всему, порой недоброжелательному, миру свою силу и волю к жизни. Такой и замерла она на холстах, как на случайных вроде бы фотоснимках, фиксирующих в малом большое — здесь в простоте и основательности провинциального быта проступает разнообразие и обновляемость размеренной жизни по законам Традиции…
 Виктор Калашников, кандидат искусствоведения.

## Основные произведения
- Автопортрет. 1985
- «Иловайские». 1987
- «1913 год». 1992
- «Исход». 1992
- «Отступ». 1993
- «Джигитовка». 1994
- «Париж. Мир». 1996
- «Казачьи проводы». 1997

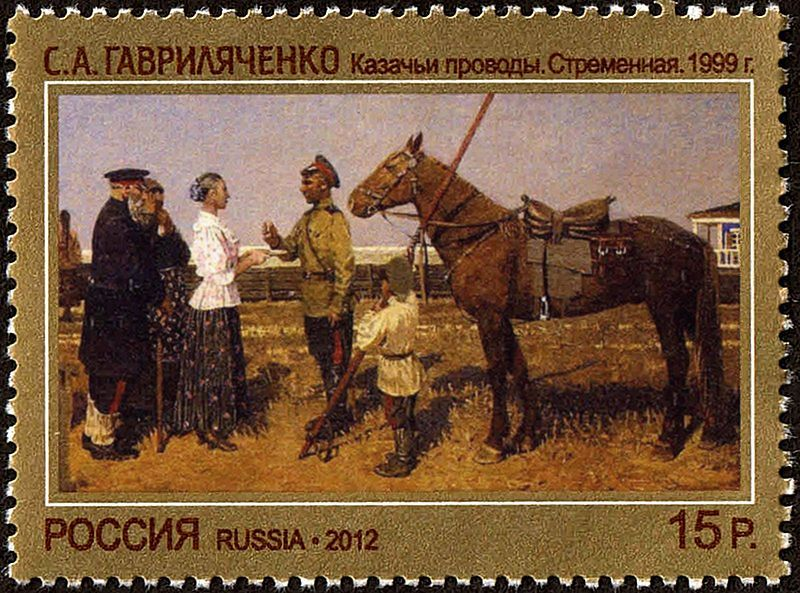
Почтовая марка России

- «А. С. Пушкин в деле при Инжа-Су 14 июня 1829 года». 1998
- «Постриги». 1999
- «Атака». 2001
- «Ожидание». 200
- «Осень. Проводы». 2007
- «В дорогу»
- «Август 1914 г.»

## Награды
- Народный художник РФ (2009) — за большие заслуги в области изобразительного искусства[8]
- Заслуженный художник РФ (2000) — за заслуги в области искусства[9]
- Премия Ленинского комсомола (1989) — за роспись интерьера Псковской областной детской библиотеки на сюжеты сказок А. С. Пушкина
- Премия города Москвы (2008)
- Орден Преподобного Сергия Радонежского III степени (РПЦ, 2006)